# Hypsideroides junodi
Hypsideroides junodi – gatunek chrząszcza z rodziny kózkowatych i podrodziny zgrzypikowych. Jedyny przedstawiciel rodzaju Hypsideroides.

## Zasięg występowania
Gatunek ten występuje w Afryce Wschodniej i Południowej, notowany w Tanzanii, Mozambiku oraz RPA.